# Kawardha
Kawardha è una suddivisione dell'India, classificata come municipality, di 31.788 abitanti, capoluogo del distretto di Kawardha, nello stato federato del Chhattisgarh. In base al numero di abitanti la città rientra nella classe III (da 20.000 a 49.999 persone).

## Geografia fisica
La città è situata a 22° 1' 0 N e 81° 15' 0 E e ha un'altitudine di 352 m s.l.m.

## Società

### Evoluzione demografica
Al censimento del 2001 la popolazione di Kawardha assommava a 31.788 persone, delle quali 16.449 maschi e 15.339 femmine. I bambini di età inferiore o uguale ai sei anni assommavano a 4.684, dei quali 2.394 maschi e 2.290 femmine. Infine, coloro che erano in grado di saper almeno leggere e scrivere erano 21.009, dei quali 12.502 maschi e 8.507 femmine.